# Томас Стракоша
Томас Стракоша (алб. Thomas Strakosha; Атина, 19. март 1995) албански је фудбалер који тренутно наступа за Брентфорд. Игра на позицији голмана.
Син је Фота Стракоше, некадашњег фудбалског репрезентативца Албаније.

## Успеси
Лацио
- Куп Италије (2) : 2012/13, 2018/19,[6][7] (финале: 2014/15,[8] 2016&17)[9]
- Суперкуп Италије (2) : 2017, 2019,[10][11] (финале: 2013)[12]